# كيغي فورويا
كيغي فورويا هو سياسي ياباني، ولد في 1 نوفمبر 1952 في طوكيو في اليابان. نشط حزبياً في الحزب الليبرالي الديمقراطي الياباني. وقد انتخب رئيس الهيئة الوطنية للسلامة العامة ‏ (26 ديسمبر 2012 – 3 سبتمبر 2014) وفي الانتخابات العامة اليابانية 2017، انتخب عضو مجلس النواب الياباني ‏ عن دائرة Gifu 5th district ‏ وقد انضم خلال فترته النيابية ‏ (22 أكتوبر 2017 – ) للكتلة البرلمانية الحزب الليبرالي الديمقراطي الياباني وانتخب عضو مجلس النواب الياباني ‏ عن دائرة Gifu 5th district ‏ وقد انضم خلال فترته النيابية ‏ للكتلة البرلمانية الحزب الليبرالي الديمقراطي الياباني.

## وصلات خارجية
- الموقع الرسمي